# Комбинированные оральные контрацептивы
Комбинированные оральные контрацептивы (КОК), также комбинированные пероральные контрацептивы — группа гормональных контрацептивов для предупреждения нежелательной беременности. Предназначены для женщин для приёма внутрь (перорально) в форме таблеток. Содержат два вида гормонов — эстрогены и прогестины.
Это наиболее часто используемое средство контрацепции в развитых индустриальных странах. При корректном приёме это один из наиболее надёжных методов предохранения от нежелательной беременности — более надёжный, чем использование презерватива. Индекс Перля составляет 0,3—0,9. Однако КОК не защищают от заболеваний, передающихся половым путём. Международное агентство по изучению рака относит КОК к канцерогенам (с противоположным действием относительно некоторых видов рака).
Согласно исследованию, проведённому Абердинским университетом, приём КОК снижает риск развития колоректального рака и рака эндометрия.
На сегодняшний день существует несколько поколений КОК. Новые препараты, хотя и считаются лучшими, подходят не всем — реакция организма индивидуальна, препарат подбирается пациенткой совместно с врачом, как правило, гинекологом (гинекологом-эндокринологом либо акушером-гинекологом). Подбор КОК происходит исходя из данных целенаправленного опроса, оценки соматического и гинекологического статуса, определения категории приемлемости метода комбинированной оральной контрацепции для данной женщины в соответствии с критериями приемлемости ВОЗ; выбора конкретного препарата с учётом его свойств и, при необходимости, лечебных эффектов.
КОК имеет побочные действия: появление акне, тошнота, головная боль, болезненность молочных желёз, образование тромбов, повышение артериального давления, бесплодие, рак шейки матки и опухоли.
Комбинированные оральные контрацептивы включены в Перечень основных лекарственных средств Всемирной организации здравоохранения. КОК помогли ускорить развитие сексуальной революции.

## История появления
В 1920-х годах Л. Хаберландт и венский гинеколог Отвирд Отто Фельнер вводили экстрактны стероидов различным животным (опыты с подкожной имплантацией тканей яичника беременных крольчих взрослым особям репродуктивного возраста) и сообщили об их ингибирующем действии на фертильность. В 1931 г. Л. Хаберландт предложил использовать прием гормонов для контроля рождаемости, выпустив готовый к применению экстракт, названный инфекудином.
Но экстракция и выделение нескольких миллиграммов половых стероидов в то время являлась очень дорогим процессом, требуя колоссального материала, измеряемого бидонами мочи и сотнями килограммов органов. Американский биохимик, нобелевский лауреат Эдвард Дойзи обработал 80000 яичников свиней, чтобы получить только 12 мг эстрадиола.
В 1939 году Рассел Е. Маркер, профессор органической химии в Университете штата Пенсильвания, разработал метод превращения молекулы растительного сапонина в прогестин («деградация Маркера»), первоначально с использованием сарсапогенина, получаемого из сарсапариллы, который оказался слишком дорогим в производстве. После трех лет поисков он получил более дешёвый сапонин из несъедобного мексиканского ямса (Dioscorea mexicana и Dioscorea composita), найденный в тропических лесах Веракруса недалеко от Орисабы . В течение двух месяцев он изготавливает несколько фунтов прогестерона стоимостью 300 000$. Не сумев заинтересовать спонсора своего исследования, компанию Parke-Davis коммерческим потенциалом синтеза прогестерона из мексиканского ямса, Маркер покинул штат Пенсильвания и в 1944 году вместе с двумя партнёрами основал в Мехико компанию Syntex, где произвел 30 кг прогестерона, стоимость которого упала с 200$ до 50$ за 1 г. Через некоторое время Р. Маркер расстается со своими партнерами и уезжает из Мехико, но компания Syntex наняла Джорджа Розенкранца, который быстро восстановил процесс, воспользовавшись публикациями Р. Маркера.
Таким образом, к середине 20-го века была уже подготовлена почва для разработки гормональных противозачаточных средств, но крупные фармацевтические компании и власти стран не проявляли к этому нужного интереса.
В 1949 году Syntex приглашает химика Карла Джерасси, венского эмигранта, получившего образование в США и ученую степень университета Висконсина, возглавить исследовательскую группу, занимающуюся разработкой простого и дешёвого метода синтеза кортизола. В 1951 году Карл Джерасси вместе с фармакологами Грегори Пинкусом и Джоном Роком официально сообщили о получении синтетического прогестерона, в 10 раз более мощного по сравнению с естественным прогестероном и более устойчивого при пероральном приеме, который получил название «норэтинодрон» (норэтистерон). Компания Syntex подала заявку на регистрацию и получила первый патент на этот препарат. Тем временем в компании Searle химик Франк Колтон получил близкий изомер норэтинодрона, названный норэтинодрелом, на который компания получила патент в 1951 году.
Грегори Г. Пинкус приглашает в свою исследовательскую группу китайско-американского биолога Мин Чуэ Чанга, который установил 100 % эффективность норэтиодрона и норэтинодрела в отношении подавления овуляции. В 1953 году исследовательская группа Г. Пинкуса начинает первые клинические исследования прогестерона, а затем трех различных прогестинов в 1954 году на страдающих бесплодием пациентах доктора Джона Рока, штат Массачусетс. В апреле 1956 года испытания продолжились в Пуэрто-Рико под руководством докторов Эдриса Райс-Рэй и Сельсо-Рамона Гарсиа. В состав препарата, получившего название Enovid, в качестве прогестагенного компонента входил норэтинодрел с добавлением небольшого количества месатранола. В июне 1956 года в Лос-Анджелесе началось второе испытание противозачаточных средств с Эновидом (и норэтистероном) под руководством Эдварда Т. Тайлера. Было доказано наличие у норэтинодрела и местранола 100 % эффекта предупреждения беременности.
11 мая 1960 года FDA, после получения всех необходомых данных, включая результаты клинических испытаний, дала свое формальное одобрение компании Searle для выпуска на рынок препарата Enovid.
Год спустя немецкая фармацевтическая компания Schering выпустила первый в Европе препарат Anovlar.
В 1960-х годах в одной таблетке орального контрацептива содержалось столько гормона эстрогена, сколько содержит в себе упаковка современных препаратов на целый месяц. Нерациональное распределение гормонов в контрацептивах, вероятнее всего, и привело к большому количеству побочных эффектов.

## Общественное значение
После одобрения FDA в начале 1960-х годов женские оральные контрацептивы начали быстро распространяться в США, оказав весомое социально-культурное воздействие на общество. Этот метод оказался более эффективным, чем большинство прежде существовавших методов контроля рождаемости, давая женщинам беспрецедентный контроль над своей фертильностью. В обиходе женские ОК стали называть «таблеткой» («The Pill») Журнал Time поместил таблетку на обложку в апреле 1967 года.
Употребление таблеток происходило отдельно от полового акта, не требовалось специальных приготовлений, которые могли бы повлиять на спонтанность или ощущения. Эта комбинация факторов сделала ОК чрезвычайно популярными в США в течение нескольких лет после появления их выхода на рынок. К 1962 году более миллиона американских женщин принимали оральные контрацептивы, а к 1965 году их принимали уже 41% замужних женщин. В начале доступ к таблеткам был разрешён только совершеннолетним и замужним женщинам, а несовершеннолетним — только с разрешения родителей, В 1972 году в большинстве штатов возраст совершеннолетия был снижен до 18 лет и оральные контрацептивы разрешили продавать незамужним женщинам. Уже в 1976 году в США 73% незамужних женщин в возрасте 18–19 лет принимали таблетки. В 1967 году оральные контрацептивы использовали почти 13 млн женщин в мире, а к 1984 году их число достигло 50–80 млн. Согласно отчету ООН за 2019 год, 151 млн женщин пользуются таблетками, что составляет 16% от всех предохраняющихся женщин.
По мнению американского экономиста Клаудии Д. Котрин, новая противозачаточная технология сыграла ключевую роль в формировании современной экономической роли женщин, так как расширила для них пределы брачного возраста, что позволило им чаще инвестировать в образование и другие формы человеческого капитала, а также в целом стать более ориентированными на карьеру. Вскоре после того, как противозачаточные таблетки были легализованы, среди студентов и выпускников колледжей резко увеличилось количество женщин. Возможность контролировать фертильность, не жертвуя сексуальными отношениями, позволила женщинам строить долгосрочные образовательные и карьерные планы. По мнению исследователей Марты Дж. Бейли, Брэда Хершбейна и Амалии Р. Миллер, разница в годовых доходах мужчин и женщин была бы на 10% больше в 1980-е и на 30% больше в 1990-е, если бы не доступ к оральным контрацептивам.

## В СССР и России
На территории СССР гормональные контрацептивы появились лишь в начале 70-х годов. В СССР таблетки не производились, а завозились в основном из Венгрии. Новые противозачаточные средства, уже широко распространявшиеся на Западе, в СССР воспринимали с подозрением. Отношение к ним Минздрава СССР было противоречивым. В 1970 г. в Москве прошёл Симпозиум по гормональной контрацепции, в итоговых документах которого был отмечен высокий противозачаточный эффект гормональных контрацептивов. Но в 1974 г. Министерство здравоохранения разослало письмо «О побочном действии и осложнениях при применении оральных контрацептивов», в котором побочные эффекты применения оральных контрацептивов были настолько преувеличены, что само дальнейшее их использование оказалось под вопросом. После этого письма появилось много мифов о последствиях применения оральной гормональной контрацепции (росте веса, раке груди, росте усов, головных болях и пр.) В 1981 г. было издано новое информационное письмо Минздрава, в котором утверждалось, что положительные эффекты от гормональных контрецептивов не превышают риск от их применения. Позиция руководителей здравоохранения СССР не могла не вызвать почти враждебного отношения населения к гормональной контрацепции, которое во многом сохраняется до сих пор.
В России ОК начали получать широкое распространение только с периода 1990-х годов, с принятием федеральной целевой программы «Планирование семьи». Тональность документов программы М3 по сравнению с 1960-1970-ми годами кардинально изменилась, ставилась задача добиться быстрого роста применения гормональных контрацептивов путем увеличения их закупок и распространения информации об этом виде противозачаточных средств как среди населения, так и среди врачей, преодоления негативного отношения акушеров-гинекологов к применению оральной контрацепции. Это привело к быстрому снижению числа абортов в России, которого не удавалось добиться несколько десятилетий: аборт терял свою роль метода регулирования деторождения, уступая её контрацепции. Уровень абортов снизился: с 70% зачатий, закончившихся абортом, в 1994 году до 30% в 2015-м .
Несмотря на то, что комплексная оценка репродуктивных установок показала, что большинство (90 %) российских девушек ориентированы на отсроченную беременность ввиду стремления получить профессиональное образование и материальную независимость от родителей и полового партнёра, а использование средств контрацепции стало сопоставимым с развитыми странами, женщины в России выбирают КОК как средство контрацепции в 2-3 раза реже, чем в развитых странах Европы. В структуре используемых методов преобладают средства, лежащие в зоне ответственности мужчин: презерватив, прерванный ПА, обладающие недостаточной эффективностью.
В изданном в 2012 году адаптированном документе «Национальные медицинские критерии приемлемости методов контрацепции» указано, что «мифы о гормональных контрацептивах распространены не только среди женского населения, но и среди врачей, так как данные о вреде гормональной контрацепции в СССР распространялись на официальном уровне. Существенную роль в этом играет и недостаточное образование врачей в области контрацепции, а также отсутствие адекватного и правильного консультирования пациенток»

## Состав
КОК различаются по составу, но все базово содержат эстроген и прогестин.

### Фазы
Дозы компонентов гормонов также различаются в зависимости от продукта: некоторые КОК являются однофазными (равная доза гормонов каждый день), а другие — многофазными (дозы меняются каждый день).
КОК разделяются на три основных типа, в зависимости от количества фаз, входящих в состав упаковки:
- монофазные — содержащие постоянную дозу эстрогена (этинилэстрадиола) и гестагена;
- двухфазные — первые 10 таблеток содержат эстроген, а остальные 11 таблеток являются комбинированными, т.е. содержат и эстроген, и гестагенный компонент;
- трёхфазные — содержат ступенчато увеличивающуюся дозу гестагенов и меняющуюся дозу эстрогенов с максимальным ее содержанием в середине цикла[37].

Эстрогены в основном представлены этинилэстрадиолом (все препараты, кроме перечисленных далее), реже эстрадиола гемигидратом (Зоэли), эстрадиола валератом (Клайра) или эстетролом (Эстеретта). Гестагены делятся в соответствии с молекулой предшественником, из которой была получена синтетическая молекула. Это: производные прогестерона (медроксипрогестерон, ципротерон), производные 19-нортестостерона (норэтистерон, левоноргестрел, диеногест) и производные спиронолактона (дроспиренон).

### Поколения
В медицинской литературе КОК сгруппированы по «поколениям» в зависимости от того, когда они были введены.
- КОК первого поколения — препараты, содержащие прогестины норетинодрел, норэтистерон, норэтистерона ацетат или этинодиола ацетат; и иногда их определяют как все КОК, содержащие ≥ 50 мкг этинилэстрадиола.
- КОК второго поколения — препараты, содержащие прогестины, норгестрел или левоноргестрел; и иногда их определяют как содержащие прогестины норэтистерон, норэтистерона ацетат, этинодиола ацетат, норгестрел, левоноргестрел или норгестимат и <50 мкг этинилэстрадиола.
- КОК третьего поколения — препараты, содержащие прогестины, дезогестрел или гестоден; и иногда их определяют как препараты, содержащие дезогестрел, гестоден или норгестимат.
- КОК четвёртого поколения — препараты, содержащие прогестин дроспиренон; иногда их определяют как препараты, содержащие дроспиренон, диеногест или номегестрола ацетат.

## Механизм действия
КОК угнетают секрецию гипофизом гонадотропных гормонов, сдерживают фолликулогенез и подавляют овуляцию, то есть препятствуют развитию и выходу яйцеклетки.
Отрицательная обратная связь от поступления в организм прогестина подавляет частоту выбросов гонадолиберина (ГнРГ), вырабатываемого в гипоталамусе. Это приводит к уменьшению выработки фолликулостимулирующего гормона (ФСГ) и лютеинизирующего гормона (ЛГ) в аденогипофизе. Снижение уровня ФСГ предотвращает выработку эстрадиола, что сдерживает фолликулогенез. Отрицательная обратная связь от прогестина и отсутствие положительной обратной связи на выработку ЛГ предотвращает предовуляторный пик ЛГ в середине менструального цикла. Подавление фолликулогенеза и отсутствие пика ЛГ предотвращают овуляцию.
Также КОК:
- сгущают цервикальную слизь, делая шейку матки непроходимой для сперматозоидов.
- влияют на двигательную способность сперматозоидов, делая их менее подвижными.
- на 40 % уменьшает вероятность развития рака яичников у всех женщин и на 66 % — у курильщиц[47].

## Эффективность
При точном соблюдении инструкций расчетный риск забеременеть составляет 0,3 %, то есть примерно 3 из 1000 женщин, принимающих КОК, могут забеременеть в течение одного года.
Однако типичное использование часто бывает не таким эффективным из-за несоблюдения времени приема, пропуска приема таблеток или нежелательных побочных эффектов. При типичном использовании расчетный риск забеременеть составляет около 9 %, или примерно 9 из 100 женщин, принимающих КОК, могут забеременеть в течение одного года. Показатель идеального использования основан на результатах клинических испытаний, показатель типичного использования основан на средневзвешенных оценках национального исследования роста семьи США (NSFG) 1995 и 2002 годов с поправкой на занижение сведений об абортах.
Частота наступления беременности с идеальным и типичным использованием ОК, содержащих только прогестин, имеет сходство с действием комбинированных ОК.
Существует несколько основных факторов, объясняющих пониженную эффективность типичного использования КОК:
- неверная инструкция пользования препаратом
- ошибки со стороны пользователя
- сознательное несоблюдение пользователем инструкций.

Например, пользователь КОК может быть неверно проинструктирован, забыть принять таблетку в определённое время, или пропустить прием препарата.
Другие факторы, которые могут способствовать снижению эффективности:
- отсутствие более одной активной таблетки в упаковке
- задержка перед началом приема следующей упаковки активных таблеток
- кишечная мальабсорбция активных таблеток из-за рвоты или диареи
- взаимодействие активных таблеток с другими препаратами, которые снижают уровень противозачаточных эстрогенов или прогестагенов. Это могут быть некоторые антибиотики

Согласно рекомендациям CDC, таблетка считается пропущенной в том случае, если с момента приема последней таблетки прошло 24 часа или более. Если прошло менее 24 часов, таблетка считается «просроченной».
После прекращения приема КОК нормальное функционирование системы гипоталамус-гипофиз-яичники быстро восстанавливается. Более 85-90 % женщин способны забеременеть в течение 1 года, это соответствует биологическому уровню фертильности. Прием КОК до начала цикла зачатия не оказывает отрицательного влияния на плод, течение и исход беременности.

## Побочные эффекты
Считается, что риски побочных эффектов КОК ниже, чем риски, связанные с беременностью и родами. Большинство побочных эффектов либо проходят сами после нескольких недель приёма КОК, либо устраняются подбором препарата врачом. Серьёзные осложнения при приеме КОК крайне редки.
Для сокращения некоторых побочных эффектов принимают специальные витаминные комплексы, рекомендованные врачом.
Возможные побочные эффекты:
- Головные боли
- Артериальная гипертензия[54]
- Депрессивные состояния. К тому же КОК, содержащие прогестин усугубляют депрессивные состояния[55][56][57] Однако, в медицинской литературе о контрацепции[58], а также такие организации как ACOG, ВОЗ[59] и RCOG[60] утверждают, что КОК маловероятно ухудшает течение депрессии[61]. В то же время эти данные оспариваются[62].
- Бессонница
- Межменструальные кровотечения
- Изменения вагинальной секреции
- Молочница
- Прибавка веса за счёт задерживания воды в организме
- Прибавка веса за счёт повышения аппетита
- Тошнота
- Болезненность груди, набухание молочных желез
- Снижение/потеря либидо

Редкие побочные эффекты, при появлении которых следует немедленно обратиться к врачу:
- Сильные приступы мигрени
- Неожиданные нарушения зрения (один из признаков тромбоза)
- Применение КОК увеличивает риск развития венозного тромбоза и тромбоза глубоких вен конечностей, а также ТЭЛА[63]. Для здоровья женщин риск этих осложнений при приеме КОК с дозой этинилэстрадиола до 35 мкг/сут. очень мал — ниже, чем при беременности[52]. Риск фатальной ТЭЛА 1:100 000[63].
- Желтуха
- Узелки в груди

### Увеличение веса
Кокрановский систематический обзор 2013 года показал, что у групп, принимающих КОК, нет большой разницы в весе по сравнению с группами плацебо или группами без вмешательства.

### Снижение либидо
В некоторых исследованиях выявлено негативное влияние КОК на либидо и сексуальную функцию у женщин. Механизмы негативного влияния гормональной контрацепции на качество сексуальной жизни женщин по-прежнему остаются неясными. Сухость влагалища из-за низких доз ЭЭ, гипоандрогения за счет увеличения уровня глобулина, связывающего половые гормоны (ГСПГ), рассматриваются как основные причины снижения сексуальной функции.
В 2013 г. Z. Pastor и соавт. опубликовали систематический обзор, в котором были проанализированы 36 гетерогенных исследований, опубликованных в период с 1978 по 2011 г. Общее число участников составило 13 673 респондента, 8422 из которых принимали КОК. В исследовании проводился анализ сексуального желания у женщин репродуктивного возраста, проживающих в различных странах (США, Канада, Европа и Азия), влияние КОК на либидо и изменение уровня свободного тестостерона в крови. В ходе исследования выявлено, что в большинстве случаев на фоне приема КОК уровень свободного тестостерона уменьшается, а ГСПГ увеличивается, но отчетливого влияния на сексуальное желание не выявлено. Исследователи предположили, что уровень свободного тестостерона в крови влияет на либидо только тогда, когда концентрация его становится ниже определённого «критического уровня», и зависит это от индивидуальной чувствительности женского организма к концентрации свободного тестостерона.
Среди 100 тыс. женщин, принимающих КОК, снижение либидо отмечено лишь у 1,7 %. В то же время у каждой 3-й пациентки, которой предоставляли плацебо, давая ложную информацию о том, что таблетки являются препаратом КОК, было зафиксировано снижение либидо — важный факт, свидетельствующий о психологическом генезе сексуальных дисфункций.
Другие исследования показывают положительное влияние КОК на либидо. Исследование, проведенное в 2007 году с участием 1700 женщин, показало, что пользователи КОК не испытывали никаких изменений в сексуальном удовлетворении. В ходе контролируемого исследования генитального возбуждения 2005 года было протестировано четырнадцать женщин до и после того, как они начали принимать КОК. Исследование показало, что женщины испытали значительно более широкий диапазон реакций возбуждения после начала приема КОК, уменьшение и увеличение меры возбуждения были одинаково часты. S. Caruso и соавт. (2011 г.) продемонстрировали увеличение сексуального наслаждения, частоты оргазма и удовлетворенности от секса у женщин, принимающих КОК, содержащий 20 мкг этинилэстрадиола (ЭЭ) и 3 мг дроспиренона. В последующем исследования того же автора показали дальнейшее позитивное влияние на либидо. Многоцентровое рандомизированное двойное слепое исследование S. Davis и соавт., опубликованное в 2013 г., показало, что КОК, содержащие антиандрогенные прогестины, эквивалентно улучшают сексуальную функцию женщин по таким показателям, как желание и возбуждение, как и КОК, которые содержат андрогенные прогестины.

### Депрессия
В 2016 году крупное датское исследование с участием одного миллиона женщин (период наблюдения с января 2000 года по декабрь 2013 года) показало, что использование КОК, особенно среди подростков, было связано со статистически значимым повышением риска последующей депрессии, хотя масштабы последствий являются небольшими (2,1 % женщин, принимавших какие-либо формы пероральных противозачаточных средств, впервые принимали антидепрессанты, по сравнению с 1,7 % женщин в контрольной группе). В крупном общенациональном шведском когоротном исследовании по изучения влияния гормональной контрацепции на психическое здоровье женщин (n = 815 662, в возрасте от 12 до 30 лет), подчеркивалась связь между гормональной контрацепцией и последующим использованием от психотропных препаратов. Эта ассоциация была наиболее значительна для подростков 12-19 лет.
Тем не менее, в настоящее время медицинские справочные пособия по контрацепции крупных организаций, таких как американская ACOG, ВОЗ, британская RCOG согласны с тем, что имеющиеся данные указывают на то, что современные низкодозированные КОК вряд ли повысят риск депрессии или осложнят состояние женщин, которые уже находятся в депрессивном состоянии.

### Онкология
Метаанализ 54 эпидемиологических исследований выявил небольшое увеличение относительного риска (ОР=1,24) развития рака молочной железы (РМЖ) у женщин, принимающих КОК . В связи с тем, что РМЖ отмечается редко у женщин моложе 40 лет, некоторое увеличение числа РМЖ у женщин, принимающих КОК в настоящее время или принимавших недавно, является незначительным по отношению к общему риску этого заболевания. Его связь с приемом КОК не доказана. Наблюдаемое повышение риска может быть также следствием более ранней диагностики РМЖ у женщин, применяющих КОК.
В течение многих последних лет более чем в 50 исследованиях случай-контроль, когортных и одномоментных испытаниях изучали взаимосвязь использования КОК и цервикальной неоплазии, включающей дисплазию, карциному in situ и инвазивные формы РШМ. Хотя в некоторых из этих работ не выявлено никакой связи между использованием КОК и инвазивным РШМ или карциномой in situ, в других обнаружено незначительное повышение риска: величина относительнго риска (ОР) колебалась от 1,3 до 2,2 в большинстве испытаний с хорошим контролем.

### Венозная тромбоэмболия (ВТЭ)
Риск ВТЭ при использовании современных низкодозированных КОК повышается примерно в 2-3 раза по сравнению с женщинами, не применяющими эти препараты. Однако абсолютный риск является крайне низким (поражает 1 женщину на 10 тыс., но менее 1 женщины на 1 тыс.). Риск ВТЭ постепенно снижается при длительном приеме и достигает уровня, сходного с таковым у женщин, не получающих эти препараты, в течение нескольких недель после прекращения их приема
Результаты исследования European Active Surveillance Study on Oral Contraceptives (EURAS-OC) показали, что частота ВТЭ у женщин, принимающих КОК, содержащих этинилэстрадиол (ЕЕ) в дозе менее 50 мкг составляет от 8 до 10 на 10 тыс. женщин-лет. Для сравнения, частота ВТЭ составляет 4,4 на 10 тыс. женщин-лет у небеременных, не использующих КОК, однако у беременных женщин и в послеродовой период этот показатель возрастает до 20-30 на 10 тыс. женщин-лет.
Риск ВТЭ на фоне КОК ниже, чем во время беременности/родов. Результаты двух крупных независимых исследований (EURAS, Ingenix) в Европе и США, включавших более 120 тыс. женщин, подтвердили, что риск ВТЭ сходен при применении всех низкодозированных КОК.
В последние годы все чаще перед назначением КОК гинекологи направляют пациенток к флебологам для проведения оценки риска развития ВТЭ.

### Артериальная тромбоэмболия (АТЭ)
АТЭ является крайне редким событием у молодых женщин, и абсолютный риск остается низким у молодых пользователей, которые не курят и не имеют гипертензии. Использование КОК в предшествующий период не повышает и не снижает риск инфаркта миокарда.
Ранее полагали, что использование низкодозированных КОК повышает риск инфаркта миокарда примерно в 2 раза, даже в случае учёта таких факторов риска, как курение, гипертензия и ожирение. Однако в более новых исследованиях у женщин, получавших препараты, включающие низкие дозы эстрогенов и прогестагены II и III поколений, было показано, что современные препараты не связаны с повышением риска инфаркта миокарда.

## Противопоказания
Основой для большинства противопоказаний являются риск тромбозов и риск развития онкологического заболевания.
- Беременность или подозрение на беременность[4].
- Грудное вскармливание считалось противопоказанием в 70-х годах XX века. Предполагалось, что гормональные препараты могут уменьшить количество молока, однако возможен приём мини-пили. В данный момент комбинированные оральные контрацептивы можно принимать после того, как лактация установилась[85], то есть через 5-6 недель[4].
- Тяжёлые заболевания печени[4].
- Риск или имеющиеся заболевания сердечно-сосудистой системы[4].
- Курение, особенно у женщин старше 35 лет[4].
- Диабет[4].
- Ожирение[4]. Существующие данные не подтверждают, что женщины с ожирением подвергаются большему риску при использовании КОК. КОК, как правило, безопасны для страдающих избыточной массой тела или ожирением женщин при отсутствии других условий, повышающих риск тромбоэмболии. Однако сосуществование известных факторов риска сердечно-сосудистых заболеваний, таких как старший возраст, курение, артериальная гипертензия, сахарный диабет и дислипидемия, увеличивают риск тромбоэмболии в достаточной степени, чтобы не рекомендовать использование КОК. Наилучшим является индивидуальный подход к женщинам с ожирением в плане назначения методов контрацепции[86].
- Мигрень с аурой[4].
- Артериальная гипертензия (гипертония)[4].
- Рак молочной железы и другие онкологические заболевания[4].
- Необъяснимые маточные кровотечения (необходимо обследование для выяснения их причины)[4].

## Лечебное и профилактическое применение
КОК используют для лечения различных заболеваний, таких как синдром поликистозных яичников (СПКЯ), эндометриоз, аденомиоз, угревая сыпь, гирсутизм, аменорея, менструальные спазмы, менструальные мигрени, меноррагия (чрезмерное менструальное кровотечение), фиброидная анемия и дисменорея (болезненные менструации).
Существуют профилактические эффекты КОК: снижение риска развития рака эндометрия и яичников, колоректального рака, доброкачественных новообразований молочной железы, железодефицитной анемии, внематочной беременности, снятие страха нежелательной беременности.

### СПКЯ
СПКЯ или синдром поликистозных яичников — это синдром, вызванный гормональным дисбалансом. Женщины с СПКЯ часто имеют повышенный уровень эстрогена из-за сбоя в гормональном цикле. Со временем высокий уровень неингибированного эстрогена может привести к гиперплазии эндометрия или чрезмерному разрастанию тканей в матке. Это разрастание с большей вероятностью станет злокачественным, чем нормальная ткань эндометрия. Для снижения рисков женщинам с СПКЯ рекомендуют принимать гормональные контрацептивы, чтобы регулировать уровень гормонов. Применяются как КОК, так и препараты, содержащие только прогестин. КОК предпочтительны для женщин, которые также страдают акне и симптомами гирсутизма или ростом волос по мужскому типу, поскольку такие препараты могут помочь в устранении этих симптомов. В настоящее время хорошо изучена эффективность препарата этинилэстрадиола (ЭЭ) 35 мкг и 2 мг ципротерона ацетата (ЦПА) как на состояние кожи, так и на избыточный рост волос у женщин с различными видами гиперандрогенемии. Доказана его высокая эффективность при лечении больных СПКЯ.
КОК рекомендуется для лечения СПКЯ в рекомендациях 2018 года, разработанных Научно-исследовательским центром СПКЯ (Centre for Research Excellence in Polycysticovary Syndrome, CREPCOS) Австралии, Европейским обществом репродукции человека и эмбриологии (European Society of HumanReproduction and Embryology, ESHRE), Американским обществом репродуктивной медицины (American Society for Reproductive Medicine,ASRM), а также более чем 30 другими организациями.

### Эндометриоз
При болях в области таза, связанных с эндометриозом, КОК считаются средством лечения первой линии наряду с НПВП, агонистами гонадолиберина и ингибиторами ароматазы. КОК подавляют рост внематочной ткани эндометрия, что снижает воспалительные эффекты. Длительный прием этинилэстрадиола в комбинации с диеногестом в течение 3-6 месяцев без перерыва значительно снижает выраженность боли и способствует повышению качества жизни пациенток.

### Аденомиоз
Подобно эндометриозу, аденомиоз часто лечат с помощью КОК, чтобы подавить рост ткани эндометрия, который врастает в миометрий. Однако, в отличие от эндометриоза, левоноргестрел (ЛНГ) ВМС более эффективен для уменьшения тазовой боли при аденомиозе, чем КОК. КОК и пероральные прогестагены в непрерывном режиме признаны первым этапом терапии аденомиза в отечественных клинических рекомендациях.

### Угревая сыпь
Комбинированные оральные контрацептивы могут назначать в качестве средства лечения акне легкой или средней степени тяжести. КОК эффективны в отношении как воспалительных, так и невоспалительных форм акне, на фоне их приема уменьшается число поражений и степень их выраженности. Согласно рекомендациям Американского общества акне и розацеа, которые были одобрены Американской академией педиатрии, КОК могут назначаться девушкам пубертатного возраста, страдающих среднетяжелыми и тяжелыми формами акне, в качестве терапии второй линии.

### Купирование предменструального синдрома (ПМС)
Препараты с 20 мкг этинилэстрадиола и 3 мг дроспиренона показаны для контрацепции и лечения тяжелой формы ПМС. Показана клиническая эффективность препарата таких препаратов в облегчении симптомов тяжелой формы ПМС, таких как выраженные психоэмоциональные нарушения, нагрубание молочных желез, головная боль, боль в мышцах и суставах, увеличение массы тела и другие симптомы, ассоциированные с менструальным циклом.

### Контроль менструального цикла
КОК оказывают благоприятное воздействие на менструальный цикл, делая менструальные кровотечения регулярными и менее интенсивными, а также устраняя симптомы дисменореи. Установлено, что комбинация 20 мкг этинилэстрадиола и 3 мг дроспиренона (димиа) обеспечивает не только эффективную контрацепцию, но и благоприятный контроль цикла.
Женщинам, у которых наблюдается нарушение менструального цикла из-за синдрома дефицита энергии в спорте (RED-S), иногда назначают КОК. Однако основной причиной этого синдрома является дефицит энергии, и его следует устранять, корректируя дисбаланс между потребляемыми и потраченными калориями во время упражнений. Оральные контрацептивы не следует использовать в качестве средства начального лечения RED-S.

### Защитный эффект от онкологических заболеваний
КОК снижает риск рака яичников, рака эндометрия и колоректального рака. По выводу, сделанному International Agency for Recearch on Cancer (IARC), суммировавшим данные 4 когортных исследований и 10 исследований случай-контроль: «получены достоверные данные, свидетельствующие о снижении колоректального канцерогенеза у человека при использовании КОК».
В двух крупных когортных исследованиях, опубликованных в 2010 году, было обнаружено значительное снижение риска смертности от рака яичников и рака эндометрия у тех, кто когда-либо принимал КОК, по сравнению с теми, кто никогда их не принимал. Использование КОК в течение пяти и более лет снижает риск рака яичников на 50 %, а рака эндометрия на 50 % Снижение риска пропорционально продолжительности использования КОК, при этом риск рака яичников и эндометрия снижается на 80 % при использовании более 10 лет. Мета-анализ Collaborative Group показал, что защитный эффект КОК от рака яичников и эндометрия, включая низкодозированные препараты, сохраняется в течение 20-30 лет после окончания их приема. Риск развития аденокарциномы снижается на 56 % после 4 лет приема КОК, на 67 % после 8 летнего приема и на 72 % после 12 лет приема.

### Психологическое состояние
Во многих исследованиях описывается улучшение в настроении и положительный эффект во время предменструальной и менструальной фазы при использовании КОК у женщин, которые испытывают такие проблемы, как дисменорея, ПМС, предменструальное дисфорическое расстройство. Доказано, что достаточная концентрация эстрадиола в фолликулярную фазу менструального цикла ассоциируется с улучшением настроения у женщин репродуктивного возраста.
Перекрестные исследования отмечают, что использование КОК также препятствует исчезновению эмоционального состояния — страха, повышая уровень кортизола и снижая чувствительность к кортизолу, а также снижает уровень нейростероидов, изменяет уровень периферических маркеров серотониновой системы у женщин, принимающих КОК в качестве контрацепции.

### Подавление менструации
Менструальные кровотечения не имеют необходимости для женщин, которые в ближайшее время не планируют беременность. Поэтому благодаря приёму КОК возможно подавлять менструации тем, кто не хочет их иметь из соображений удобства, а также при наличии гинекологических заболеваний, нарушений свёртываемости крови или других медицинских показаний.
Из двух существующих типов оральных контрацептивов только при приёме комбинированных оральных контрацептивов возможно достичь отсутствия менструальноподобной реакции, в то время как мини-пили могут только уменьшить количество крови. Метод использования КОК для подавления менструального цикла заключается в пропуске 4 либо 7 таблеток плацебо (в зависимости от их количества в пачке) и продолжении приема активных таблеток после приема 21 либо 24 последней активной таблетки. Данный режим приёма КОК называется пролонгированным, или непрерывным методом. При пролонгированном режиме пациентки, которые принимают активные таблетки в течение 3, 4 или 6 месяцев, и если затем спустя это время принимают таблетки плацебо, то с большей вероятностью потом будут иметь кровотечение отмены. Интервал может определяться пациентками в соответствии с их собственными предпочтениями. При пролонгированном приёме можно принимать КОК в течение года непрерывно без приёма таблеток плацебо. В первые несколько месяцев пролонгированного использования КОК могут возникнуть прорывные (т.е. незапланированные) кровотечения или кровянистые выделения. Однако, вероятнее всего, кровотечения или кровянистые выделения прекратятся спустя несколько месяцев использования.
Подавление менструации обычно используется для удобства, особенно когда женщины уезжают в отпуск. Также его применяют при гинекологических заболеваниях, таких как болезненные менструации (дисменорея), а также при симптомах, связанных с предменструальным синдромом (ПМС) и сильными менструальными кровотечениями (меноррагией), которые связаны с миомой матки. Также подавление менструального цикла может помочь при нарушениях свёртываемости крови (коагулопатии) или при хронической анемии.

## Взаимодействие с другими препаратами
Некоторые препараты уменьшают эффективность КОК и повышают риск кровотечения. К таким препаратам относят рифампицин, барбитураты, карбамазепин, фенитоин. Сочетание КОК и многих антибиотиков, например ампициллина и доксициклина, могут повредить КРК, ответственную за переработку этинилэстрадиола..

## Комментарии
1. ↑  The effects of broad-spectrum antibiotics on Combined contraceptive pills is not found on systematic interaction metanalysis (Archer, 2002), although "individual patients do show large decreases in the plasma concentrations of ethinylestradiol when they take certain other antibiotics" (Dickinson, 2001). "...experts on this topic still recommend informing oral contraceptive users of the potential for a rare interaction" (DeRossi, 2002) and this remains current (2006) UK [117]